# عبد اللطيف بن عبد العزيز آل الشيخ
الدكتور عبد اللطيف بن عبد العزيز بن عبد الرحمن آل الشيخ وزير الشؤون الإسلامية والدعوة والإرشاد في السعودية من 2 يونيو 2018. وشغل قبل ذلك منصب الرئيس العام لهيئة الأمر بالمعروف والنهي عن المنكر من يناير عام 2012 إلى 29 يناير 2015.

## المؤهلات العلمية
- حصل على البكالوريوس من كلية الشريعة بالرياض عام 1393/1394هـ .
- حصل على الماجستير من المعهد العالي للقضاء تخصص فقه مقارن بتقدير جيد جداً عام 1403/1404هـ.
- حصل على الدكتوراه مع مرتبة الشرف الأولى في الدعوة من جامعة الإمام محمد بن سعود الإسلامية عام 1417هـ. والتوصية بطباعة الرسالة وتبادلها مع الجامعات العالمية.[3]

## تولى العديد من المناصب
- مديراً عاماً لإدارة التفتيش في الرئاسة العامة لإدارات البحوث بالتكليف .
- مساعداً لأمين ثانٍ عام لهيئة كبار العلماء في السعودية.
- خبيراً للشؤون الإسلامية .
- مستشاراً خاصاً للملك سلمان بن عبد العزيز آل سعود حين كان أميراً لمنطقة الرياض.
- رئيساً عاماً لهيئة الأمر بالمعروف والنهي عن المنكر بمرتبة وزير في 19 صفر 1433هـ (13 يناير 2012).[4]
- وزيراً لوزارة الشؤون الإسلامية والدعوة والإرشاد في 18 رمضان 1439هـ (2 يونيو 2018) حتى الآن.[5]

## كتبه وأبحاثه

### كتب
- كتاب بعنوان «خصوم الدعوة في العهد المدني ومظاهرها في العصر الحاضر».
- كتاب فقهي بعنوان «الحيازة والتقادم في الفقه الإسلامي مع مقارنة بالقانون الوضعي».
- كتاب «مناسك الحج والعمرة». 2023.[6]

### أبحاث
- بحث تحت عنوان «الشرط في الفقه الإسلامي». كما أن له بعض البحوث الفقهية.

## فترة ترأسه لجهاز الرئاسة العامة لهيئة الأمر بالمعروف والنهي عن المنكر
- منع المتعاونين الذين لا يحملون صفة رسمية من التعرض للناس والمشاركة في جهاز الحسبة لتنظيم العمل الإداري والميداني بما يكفل مصداقية ضبط الوقوعات ومحاسبة المتجاوزين من منسوبي جهاز الحسبة.
- منع المطاردات بعربات الحسبة حفاظاً على أرواح الناس وأعضاء الهيئة وعامة المارة والاكتفاء بتدوين أرقام العربات وتمريرها للجهات الأمنية المعنية لإتخاذ الإجراءات اللازمة.
- إزالة مصدات جميع عربات الحسبة تأكيداً على قرار منع المطاردات الميدانية وإتباع القرارات الصادرة عوضاً عنها في مثل تلك الحالات.
- ضبط المخالفات الميدانية في الموقع نفسه وإحالة المخالفين للجهات المختصة مباشرة دون الانتقال لإي مكان آخر.
- محاولة توظيف العنصر النسائي في جهاز الحسبة وذلك كما هو معمول به في وزارة التعليم وتخصيص مقرات مستقلة تماماً لهم لتسهيل مراقبة المحلات النسائية المغلقة (المحلات التجارية/صالونات التجميل) والكليات والجامعات وإسكانها حيث يتعذر على أعضاء الحسبة من الرجال الوصول لها بشكل مطلق.
- أنشأ وحدة لحقوق الإنسان، ووحدة الجرائم المعلوماتية.
- وجه بإنشاء وحدة لمكافحة الابتزاز وأخرى لمكافحة الخمور، واعتنى بملف الأمن الفكري.[7]

## تكريم وجوائز
- منح درع قائد وصانع سلام عام 2022م من وحدِة ثقافة السلام في الشرق الأوسط التابعة لمؤسسة العالم في أمريكا.[8]